# Eulophia toyoshimae
Eulophia toyoshimae är en orkidéart som beskrevs av Takenoshin Nakai. Eulophia toyoshimae ingår i släktet Eulophia och familjen orkidéer.
Artens utbredningsområde är Ogasawara-shoto. Inga underarter finns listade i Catalogue of Life.